# Öster-Rännöbodsjön
Öster-Rännöbodsjön är en sjö i Sundsvalls kommun i Medelpad och ingår i Ljungans huvudavrinningsområde. Sjön har en area på 0,839 kvadratkilometer och ligger 35,4 meter över havet. Sjön avvattnas av vattendraget Rännöån.

## Delavrinningsområde
Öster-Rännöbodsjön ingår i det delavrinningsområde (691516-156151) som SMHI kallar för Utloppet av Öster-Rännöbodsjön. Medelhöjden är 64 meter över havet och ytan är 8,25 kvadratkilometer. Räknas de 12 avrinningsområdena uppströms in blir den ackumulerade arean 79,95 kvadratkilometer. Rännöån som avvattnar avrinningsområdet har biflödesordning 2, vilket innebär att vattnet flödar genom totalt 2 vattendrag innan det når havet efter 28 kilometer. Avrinningsområdet består mestadels av skog (43 procent), öppen mark (11 procent) och jordbruk (22 procent). Avrinningsområdet har 0,89 kvadratkilometer vattenytor vilket ger det en sjöprocent på 10,8 procent. Bebyggelsen i området täcker en yta av 0,67 kvadratkilometer eller 8 procent av avrinningsområdet.